# 에디스 바렛

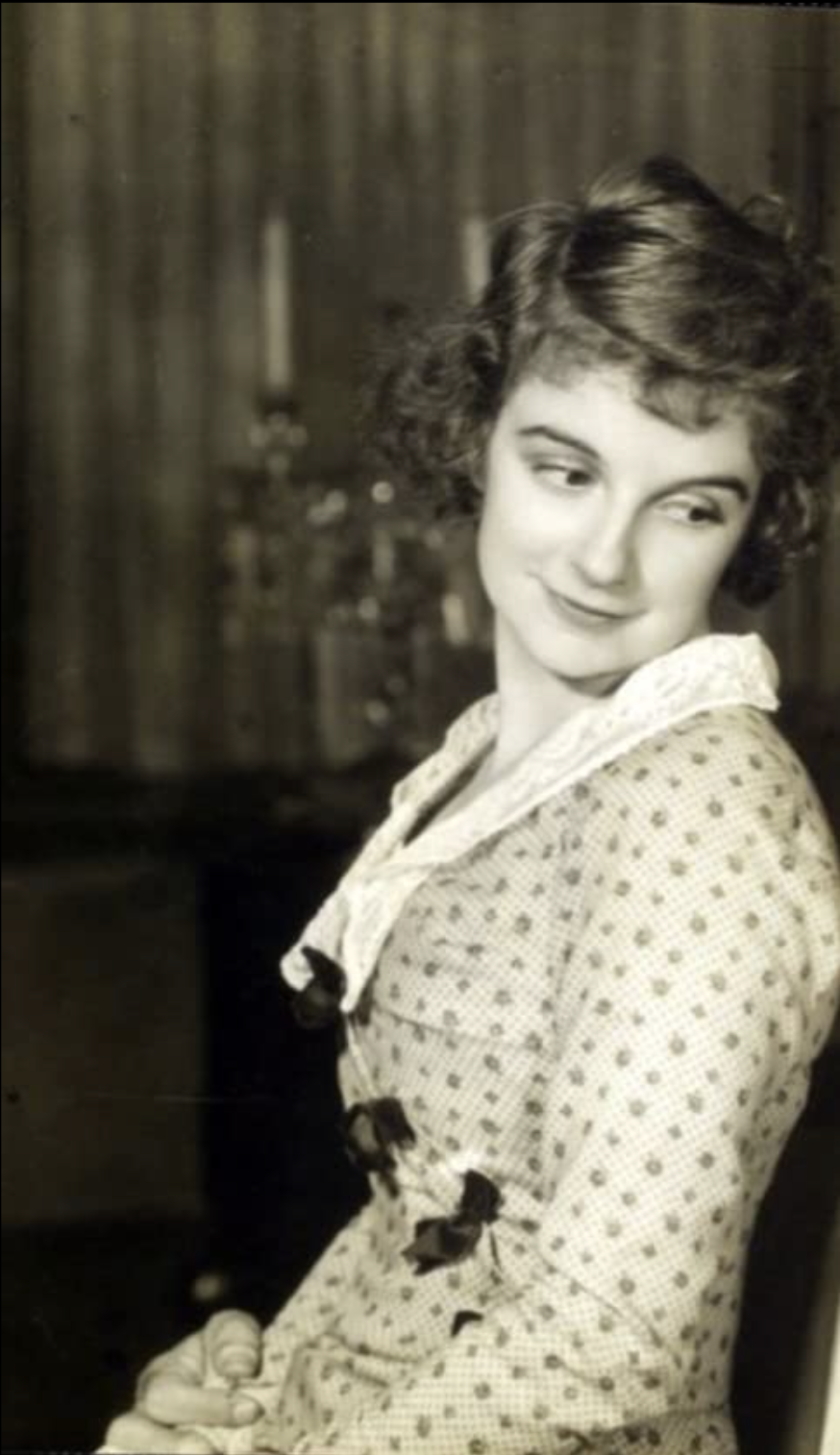

에디스 바렛(Edith Barrett, 1907년 1월 19일 ~ 1977년 2월 22일)은 미국의 배우, 연극 배우, 영화배우이다.
록스버리에서 태어났으며 앨버커키에서 사망하였다. 사인은 심근 경색이다.

## 영화
- 발 류튼: 그림자 속의 사나이 (2007년)
- 백조 (1956년)
- 왕국의 열쇠 (1944년)
- 제인 에어 (1944년) - 패어팩스 부인 역
- 유령선 (1943년) - 엘렌 로버츠 역
- 나는 좀비와 함께 걸었다 (1943년)
- 베르나데트의 노래 (1943년)